# Karpfenteich

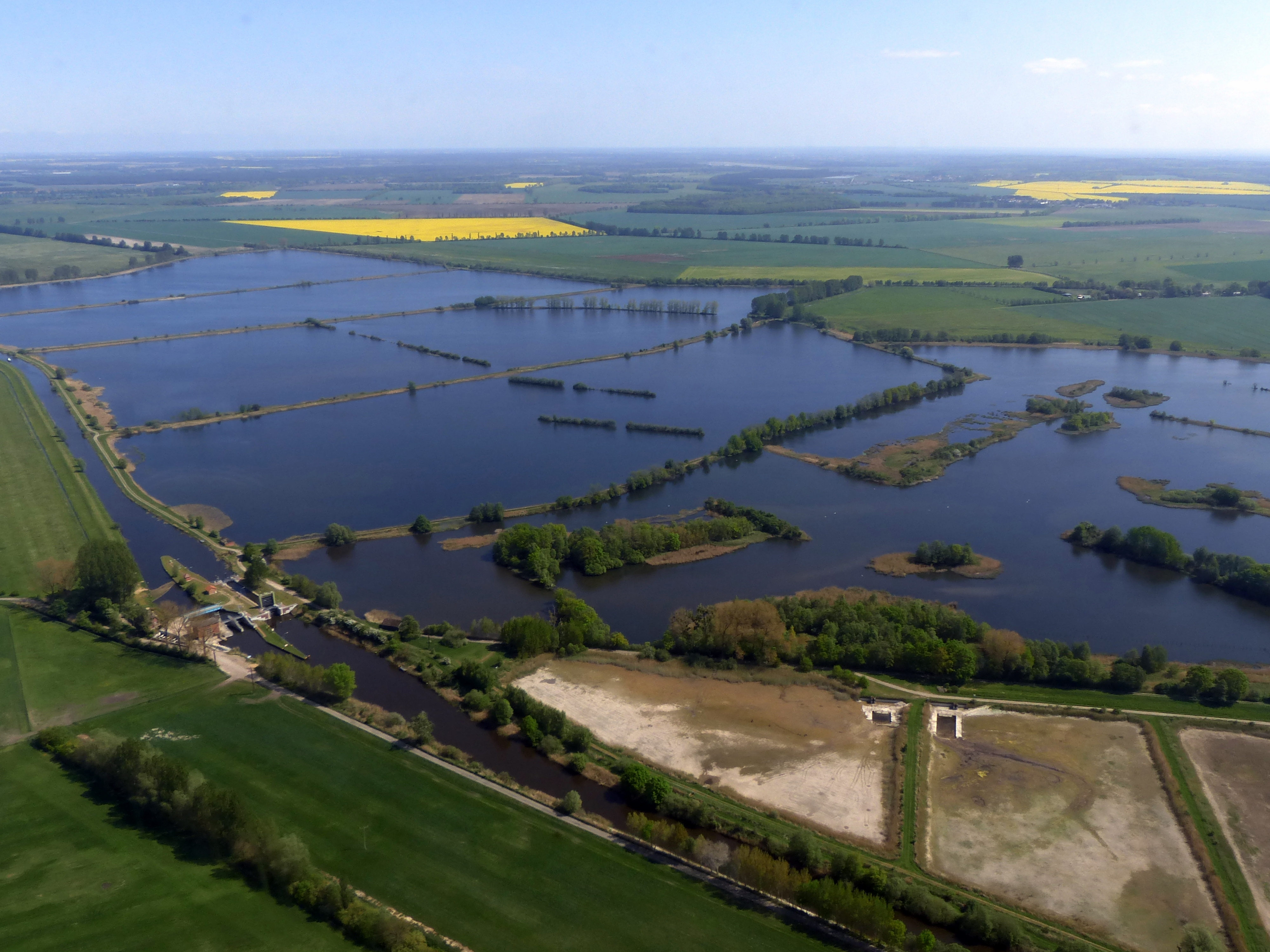
Neuhöfer Karpfenteiche

Ein Karpfenteich ist ein künstlich angelegtes stehendes Gewässer, das der wirtschaftlichen Produktion von Karpfen und anderen Fischarten (siehe Karpfenfische) in Aquakultur dient, die für diesen Gewässertyp geeignet sind (z. B. Schleie, Hecht, Zander).

## Bewirtschaftung

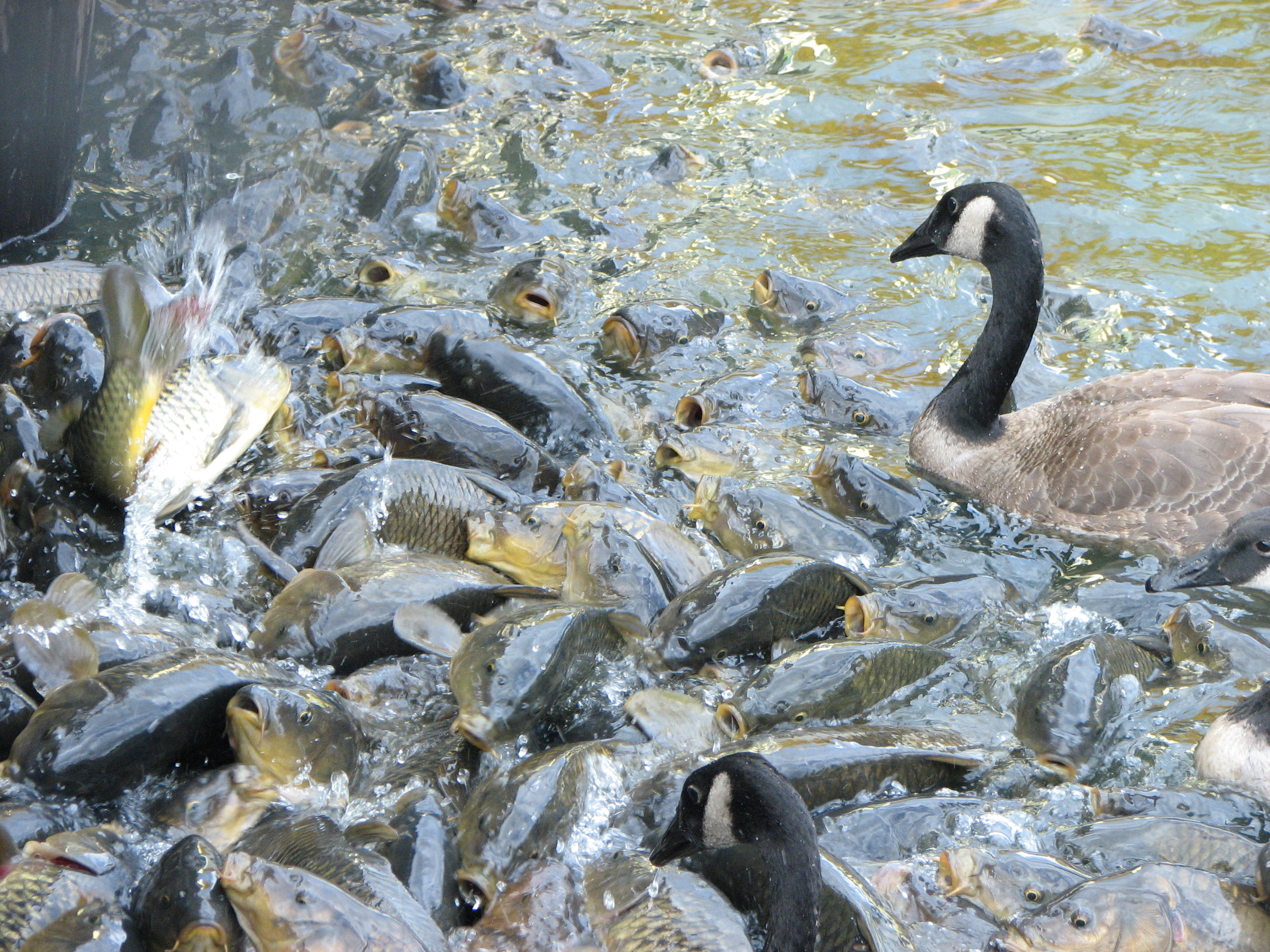
Fütterung in einem Karpfenteich

Die Bewirtschaftung eines Karpfenteiches ist eine Form landwirtschaftlicher Flächennutzung und entspricht im Bereich der Fischerei einer Weidewirtschaft. Durch Düngung des Wasserkörpers wird die Primärproduktion angeregt. Über die Stufen der Nahrungskette soll so eine möglichst hohe Produktion an Fisch ermöglicht werden.
Dem beschriebenen wirtschaftlichen Ziel entspricht die Konstruktion dieses Gewässertyps. Düngung bringt einen normalen See dadurch zum Kippen, dass die Tiefenschicht Hypolimnion durch den hohen Biomasseanfall frei von Sauerstoff wird. Ein Karpfenteich wird dagegen so flach angelegt (ca. ein bis zwei Meter), dass die Durchmischung täglich bis zum Boden neuen Sauerstoff einbringen kann.
Karpfenteiche werden regelmäßig im Herbst abgefischt, wozu sie mit einem Ablaufbauwerk, genannt Mönch, trockengelegt werden. Der Teichboden wird als sehr flacher Trichter auf den Mönch hin angelegt. So sammeln sich die Fische beim Ablassen mit sinkenden Wasserstand vor dem Mönch.
Karpfenteiche werden meist in gestuften Gruppen gebaut, um mehrere Altersstufen der Fische getrennt in Abfolge halten zu können. Entsprechend unterscheidet man Laichteiche, Brutteiche und Abwachsteiche für verschiedene Jahrgänge der Fische.
Die Wasserversorgung erfolgt in manchen Gegenden (z. B. in Mittelfranken: Aischgrund) nur durch den Regen. Man nennt solche Teiche „Himmelsteiche“. Ihr Wasser wird möglichst gehalten und beim Abfischen zum Füllen des nächsten etwas tiefer gelegenen Teichs genutzt. In jedem Fall wird der Wasserzulauf von Karpfenteichen den Sommer über auf ein Minimum beschränkt (Ausgleich von Verdunstung und Versickerung, ca. ein l/s je Hektar Fläche), um nicht Nährstoffe und Naturnahrung zu verlieren.

## Beispiele
- Karpfenteiche (Berlin-Buch)
- Karpfenteich (Berlin)
- Neuhöfer Karpfenteiche, Neustadt-Glewe, Mecklenburg-Vorpommern
- Friedrichsmoorer Karpfenteiche, Neustadt-Glewe, Mecklenburg-Vorpommern